# Philipp Zorn
Carl Ludwig Philipp Zorn (født 13. januar 1850 i Bayreuth, død 5. januar 1928 i Ansbach) var en tysk retslærd.
Zorn blev 1872 Dr. jur. i München, 1875 privatdocent sammesteds, samme år ordentlig professor i Bern, 1877 i Königsberg, 1900—14 i Bonn. Zorns hovedværker omhandler kirkeretten, Staat und Kirche in Norwegen bis zum Schlusse des dreizehnten Jahrhunderts (1875), Ueber einige Grundfragen des Kirchenrechts und der Kirchenpolitik (1876), Die Reform der Evangelischen Kirchenverfassung in Bayern (1878), Staat und Kirche in der Schweiz (sammen med Carl Gareis I—II, 1877—78), og i sin Lehrbuch des Kirchenrechts (1888) søgte han at 
opbygge et nyt system for kirkerettens behandling; men også på den positive statsrets og folkerettens område har han både som lærer og skribent virket med stor energi.
Af særlig betydning er Das Staatsrecht des deutschen Reiches (I—II, 1880 og 1883, 2. oplag 1895—97), hans bearbejdelse af Ludwig von Rönnes Das Staatsrecht der preussischen Monarchie (I—II, 1899 og 1906, 5. oplag 1916), Die deutsche Reichsverfassung (1907, 3. oplag 1919), Im neuen Reich (1902), Der deutsche Staatsgedanke (1921) foruden en lang række mindre skrifter, tidsskriftafhandlinger og lignende.
Af Zorns talrige folkeretlige arbejder skal her fremhæves, foruden bidrag til Fritz Stier-Somlos Handbuch des Völkerrechts, H. Jordans Im neuen Deutschland og andre, Die beiden Haager Friedenskonferenzen von 1899 und 1907 (1915) og Deutschland und die beiden Haager Friedenskonferenzen (1920).
Zorn har foranstaltet forskellige udgaver af den tyske kolonial- og konsularlovgivning, med Stier-Somlo fra 1905 udgivet Abhandlungen aus dem Staats-, Verwaltungs- und Völkerrecht og deltog i redaktionen af Deutschland unter Kaiser Wilhelm II (I—III 1914). 1905 blev han medlem af Herrehuset og kronsyndikus, 1899 og 1907 var han medlem af fredskonferencerne i Haag, 1906 af Genferkonferencen til revision af Genferkonventionen. Zorn var lærer i statsret for den tyske kronprins og hans 3 yngre brødre.